# Emperador Ai de Han
El Emperador Ai de Han (chino: 汉哀帝; 27 a. C.–15 de agosto del año 1 a. C.) fue un emperador de la dinastía Han en China. A los 20 años accedió al trono, ya que su tío el Emperador Cheng, que no tenía hijos, lo designó su heredero. Inicialmente el pueblo y los miembros del gobierno estaban contentos con su ascenso al trono, ya que lo consideraban (al igual que Cheng) inteligente y capaz. Sin embargo, durante el reinado del Emperador Ai, aumentó la corrupción y se impusieron grandes impuestos al pueblo. No solo ello, el Emperador Ai estaba controlado en gran medida por su abuela la Consorte Fu (consorte de su abuelo el Emperador Yuan), quien exigía de manera impropia que la designaran con el título de Gran Emperatriz viuda, aunque nunca había sido una emperatriz con anterioridad y por lo tanto no tenía derecho a dicho título, y ello condujo a una situación sin precedentes en la cual cuatro mujeres tenían títulos de emperatriz viuda en forma simultánea, la emperatriz Wang (la madre del emperador Cheng y esposa del emperador Yuan), la emperatriz Zhao Feiyan (esposa del emperador Cheng), la Consorte Fu, y la Consorte Ding (la madre del emperador Ai).
El control de la Consorte Fu sobre el escenario político duró hasta su muerte en el año 2 a. C., y a causa de sus celos de la Consorte Feng Yuan, otra consorte del emperador Yuan (y por lo tanto su rival en el plano romántico) y la abuela del futuro Emperador Ping, fue falsamente acusada de brujería, y la Consorte Feng fue forzada a suicidarse. Durante su reinado, Ai se ocupó de quitar al clan Wang (el clan de la emperatriz Wang) gran parte de su poder, clan que había sido poderoso durante el reinado del emperador Cheng, y lo sustituyó por miembros de los clanes Fu y Ding (lo cual irónicamente, produjo el efecto de que el pueblo que inicialmente no estaba a favor de los Wang, quisiera que los Wang regresaran al poder ya que la gente asociaba la salida de los Wang de la esfera del poder con la incompetencia del emperador Ai en administrar el imperio). En una medida impopular, Ai hizo matar a Wang Jia (王嘉) (sin ninguna relación con el clan Wang antes mencionado) su primer ministro por criticarlo, un acto que lo hizo aparecer como un tirano. Rápidamente las limitaciones del emperador Ai desmoralizaron al pueblo y condujeron a que Wang Mang, se hiciera con el poder y el gobierno luego que Ai muriera en agosto del año 1 a. C..
El emperador Ai también alcanzó fama por ser el más efusivo de los diez emperadores homosexuales de la dinastía Han. Tradicionalmente los historiadores han considerado la relación entre el emperador Ai y Dong Xian como una relación de amantes homosexuales y se refieren a la misma como "la pasión de la manga cortada" (斷袖之癖) en referencia a la historia en que una tarde luego de haber dormido una siesta en la misma cama, el emperador Ai cortó la manga de su vestimenta en vez de perturbar el sueño de Dong Xian cuando quiso levantarse de la cama. Dong se destacaba por su simplicidad la que contrastaba con la ornamentación elaborada de la corte, y progresivamente le asignaron puestos de mayor poder como consecuencia de la relación, finalmente fue designado comandante supremo de las fuerzas armadas pero cuando el emperador Ai falleció, Dong fue forzado a suicidarse.